# Heimo Schrittwieser

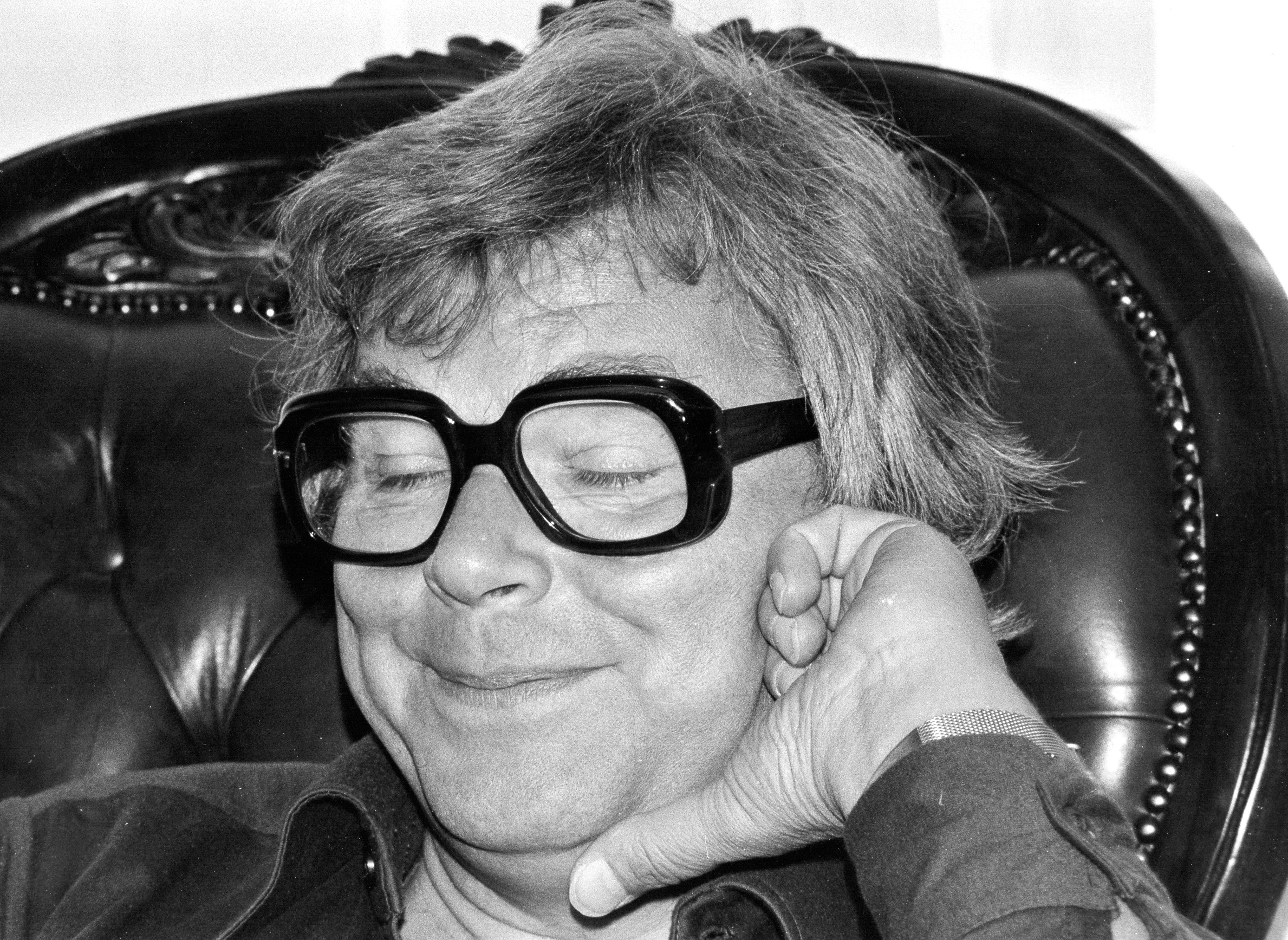
Heimo Schrittwieser

Heimo Schrittwieser (* 28. April 1928 in Wien; † 26. Jänner 2006 daselbst) war ein österreichischer akademischer Maler des 20. Jahrhunderts.

## Leben
Heimo Schrittwieser wurde am 28. April 1928 in Wien geboren. Er wuchs gemeinsam mit seinem Bruder Udo Schrittwieser in einer traditionellen bürgerlichen Familie auf. Nach der Volksschule besuchte er die Oberschule für Jungen in Wien II/27. Im Jahr 1944 wurde er als Luftwaffenhelfer einberufen und verrichtete in Linz seinen Dienst. Er geriet in amerikanische Gefangenschaft, wo er sich durch das Porträtieren amerikanischer Soldaten den Aufenthalt erleichterte. Nach Kriegsende absolvierte er an der Universität Wien einen Überbrückungskurs für die Zulassung zur Inskription ohne Reifeprüfung.

## Ausbildung
1949 schloss er eine Ausbildung zum Auslagendekorateur ab und arbeitete für einige Jahre in diesem Beruf. Im Jahr 1954 begann er sein Studium an der Akademie der bildenden Künste Wien, wo er bis 1958 bei Gerda Matejka-Felden studierte. Während seines Studiums leitete er auch selbständig Kurse in der Künstlerischen Volkshochschule.

## Beruf

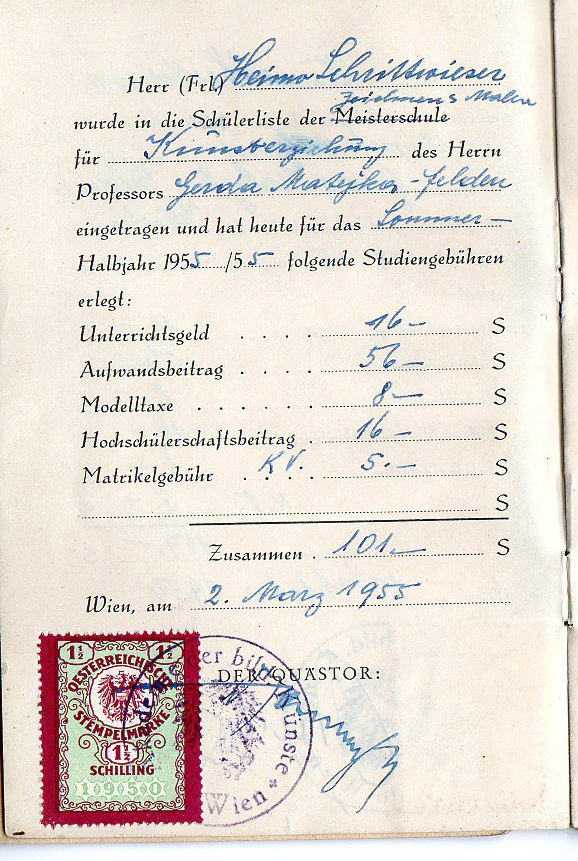
Studienbuch

Nach dem Studium legte er die Lehramtsprüfung ab und begann seine berufliche Laufbahn als Lehrer am Bundesgymnasium Hollabrunn. Von 1960 bis 1965 war er am St. Georgs-Kolleg in Istanbul tätig. Anschließend wechselte er an das Bundesgymnasium/Realschule Baden bei Wien, wo er bis zu seiner Pensionierung im Jahr 1988 unterrichtete. Darüber hinaus hatte er eine Lehrverpflichtung an der Pädagogischen Akademie in Baden (heute Pädagogische Hochschule NÖ, Baden).

## Künstlerische Tätigkeit
Schrittwieser war ein vielseitiger Künstler, der sich in verschiedenen Genres betätigte. Er schuf Gemälde, Grafiken und Wandbilder (Mosaik und Sgraffito). Seine Werke sind geprägt von einer expressiven, farbintensiven Malweise. Er war Mitglied des Kulturvereines Pannonia in Breitenbrunn, Burgenland und organisierte dort die Ausstellungsserie „Kontrast“ in der Zeit von 1975 bis 1981.

## Auszeichnung

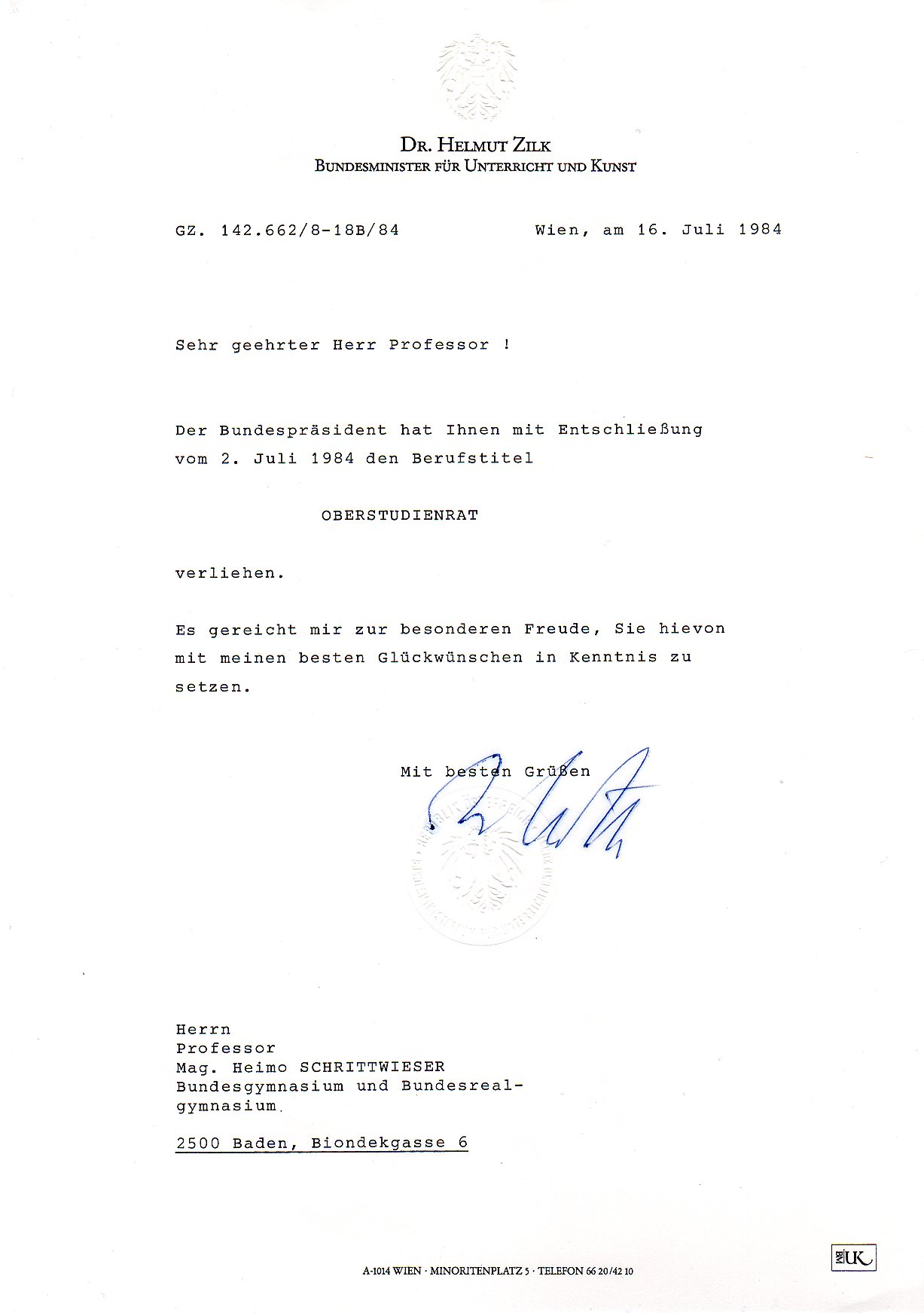
Verleihungsdekret

Neben zahlreichen Anerkennungen wurde ihm im Jahr 1984 vom österreichischen Präsidenten der Berufstitel „Oberstudienrat“ verliehen.

## Werke
Von 1954 bis 1974 wurden 60 Wandbilder (Sgraffiti und Mosaike) im In- und Ausland für öffentliche und private Auftraggeber durchgeführt. Zu seinen bekanntesten Werken gehören die Mosaike im St. Georgs-Kolleg in Istanbul (Größe 40 m²) und das Altarbild in der Botschaftskapelle in Istanbul.

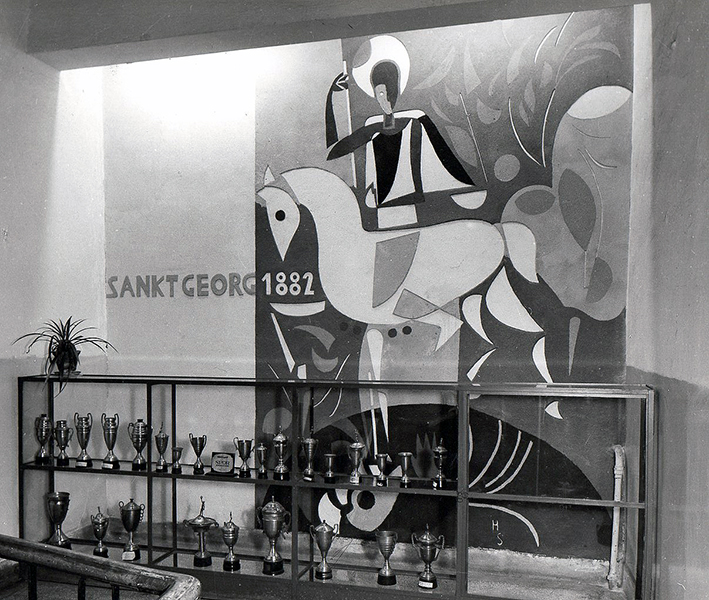
Altarbild (Sgraffito) in der Botschafts-Kapelle
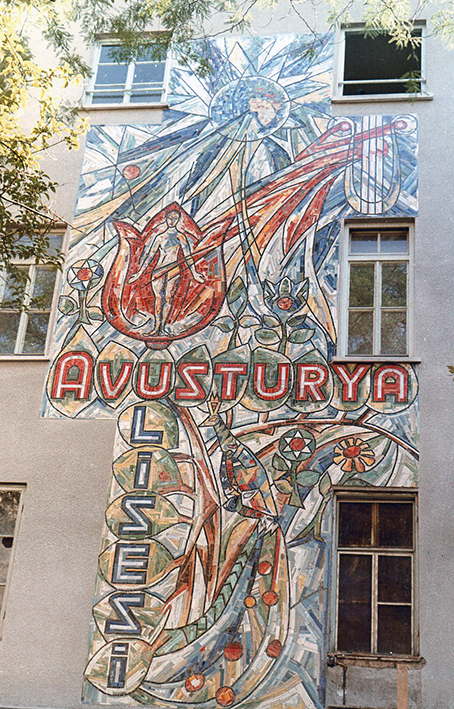
Mosaik im St. Georg-Kolleg, Istanbul

## Künstlerische Entwicklung
Heimo Schrittwieser entwickelte in den letzten 40 Jahren seines Schaffens einen Stil, den er als „hintergründigen Realismus“ bezeichnete. Er zeichnet sich durch eine Kombination von gegenständlicher Malerei mit symbolischen oder allegorischen Elementen aus.
In seinen frühen Arbeiten konzentrierte sich Schrittwieser auf die Darstellung von Oberflächenstrukturen. Er war fasziniert von der Wirkung von Alterungsprozessen, die eine Fläche lebendig erscheinen lassen. Diese Erfahrungen übertrug er in seine Arbeiten der 1960er und 1970er Jahre, in denen er zufällig entstandene Strukturen als Ausgangspunkt für seine gegenständlichen Darstellungen nutzte.
Im Laufe der Zeit begann Schrittwieser durch Imagination seine Bilder im Voraus zu entwerfen und die Grundierung der Malunterlage mit strukturierten Elementen zu versehen. Diese Untermalung diente ihm als Inspiration und ermöglichte es ihm, seine Bilder zu komplexen und vielschichtigen Werken zu entwickeln.
Seine Arbeiten sind geprägt von einer tiefen Auseinandersetzung mit der Welt, Natur und dem Menschen. Er thematisierte die Zerstörung der Umwelt und die zunehmende Unrast und Hektik der modernen Gesellschaft. Seine Werke zeugen von seiner Sensibilität für Schönheit und seinem Engagement für soziale und ökologische Themen.
Die Einflüsse aus der Türkei, Griechenland, insbesondere dem Berg Athos, und dem Karneval von Venedig haben seine Arbeiten maßgeblich geprägt.

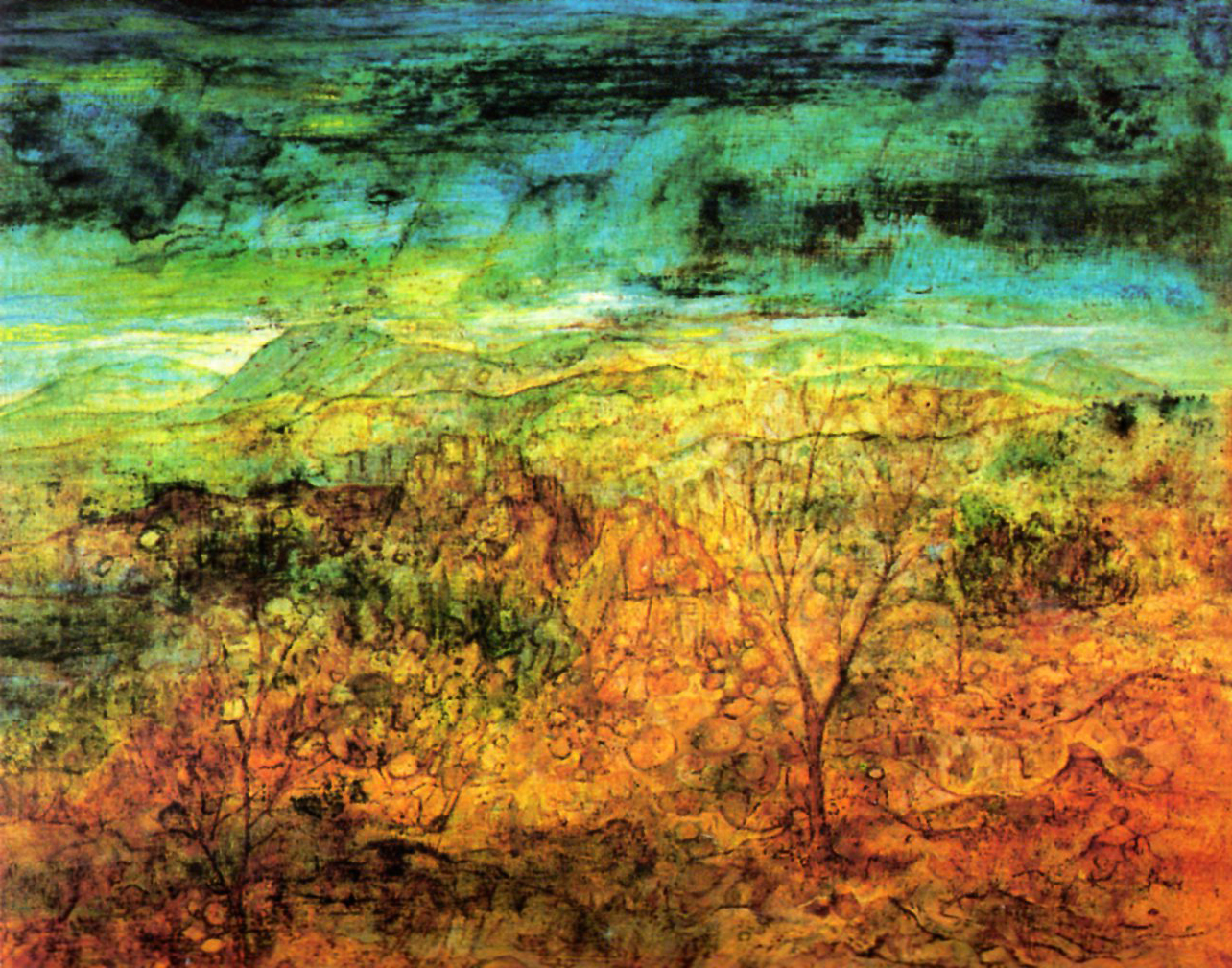
Anatolische Landschaft
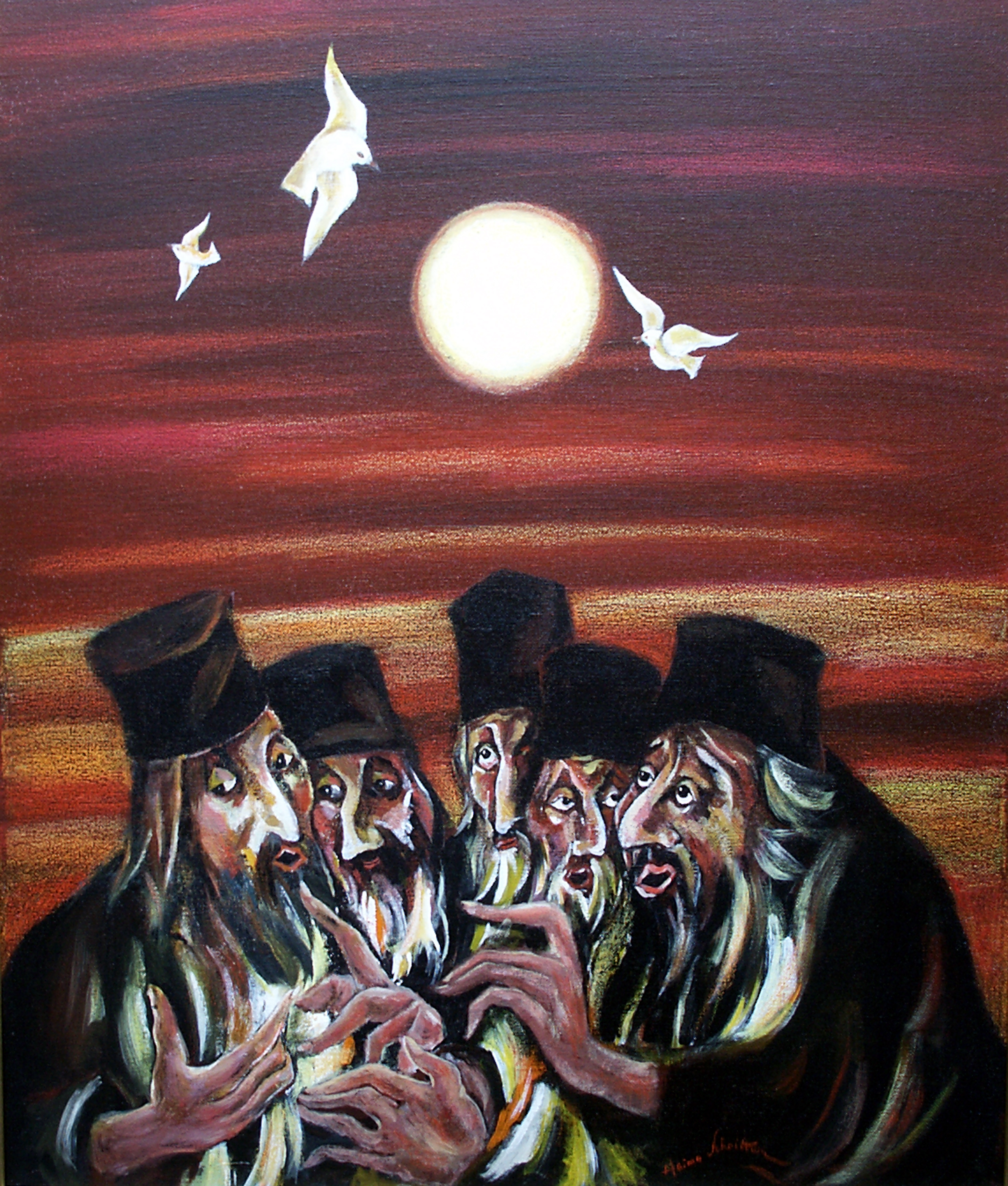
Man spricht
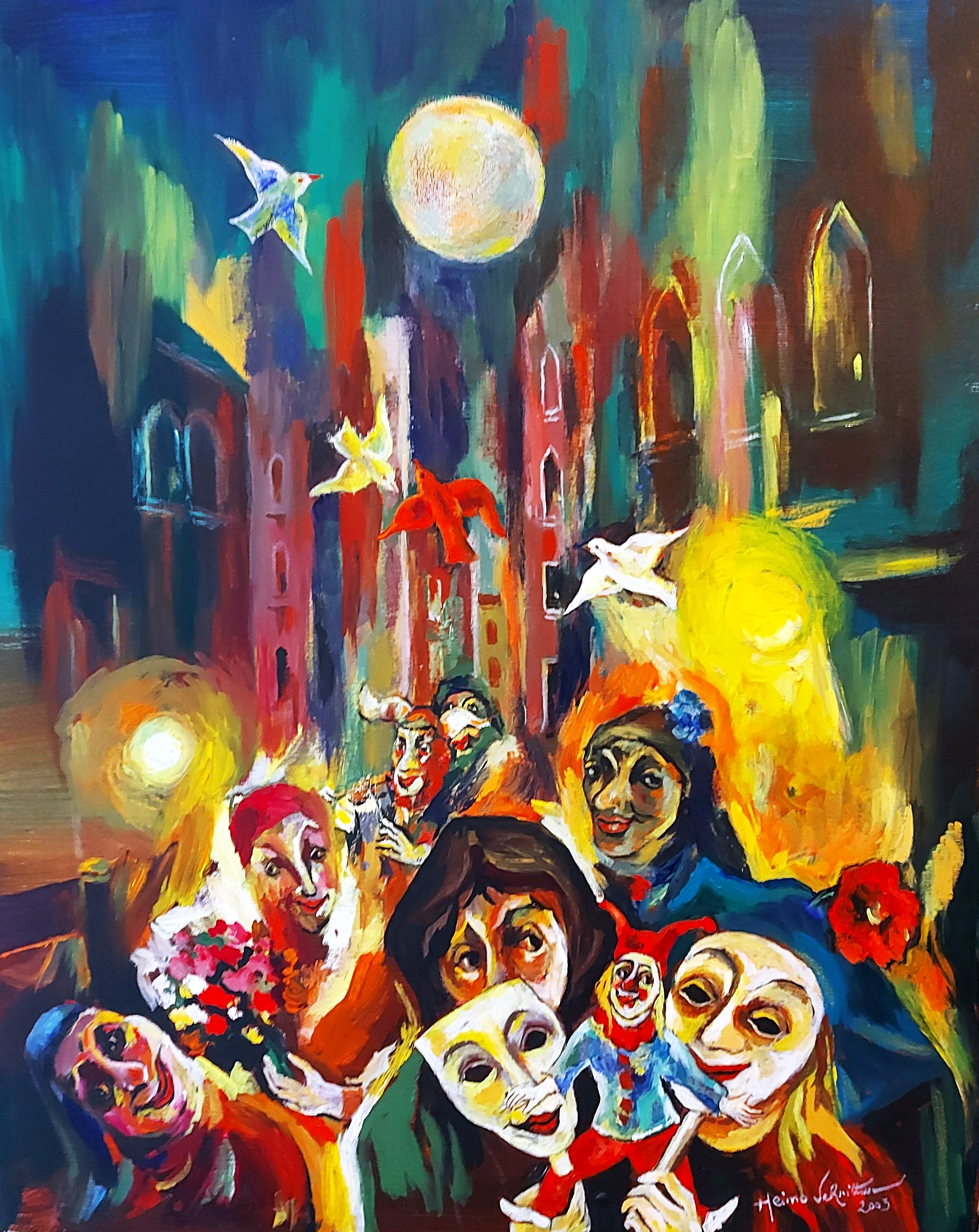
Lass die Masken tanzen
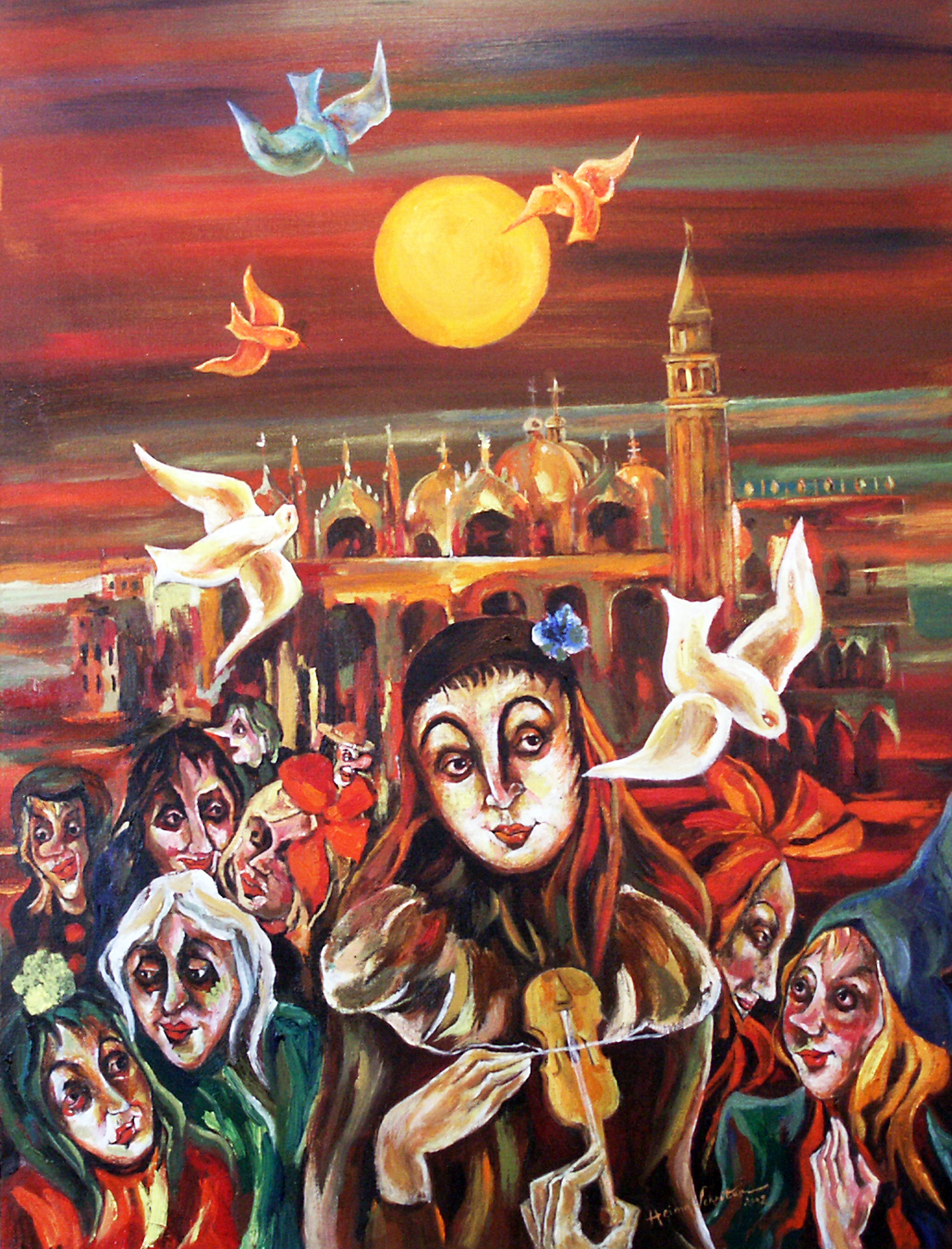
Narrenzug
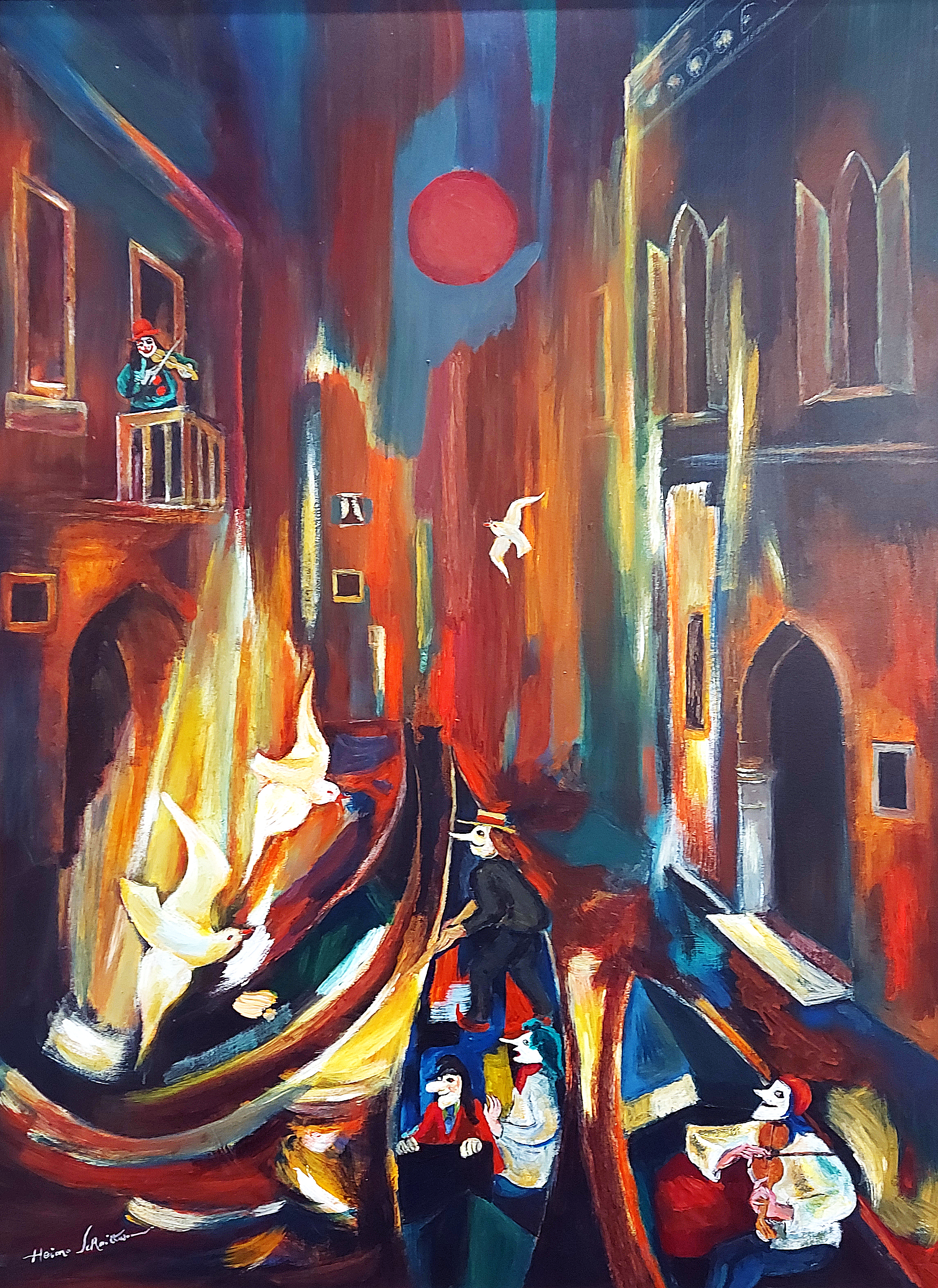
Venedig
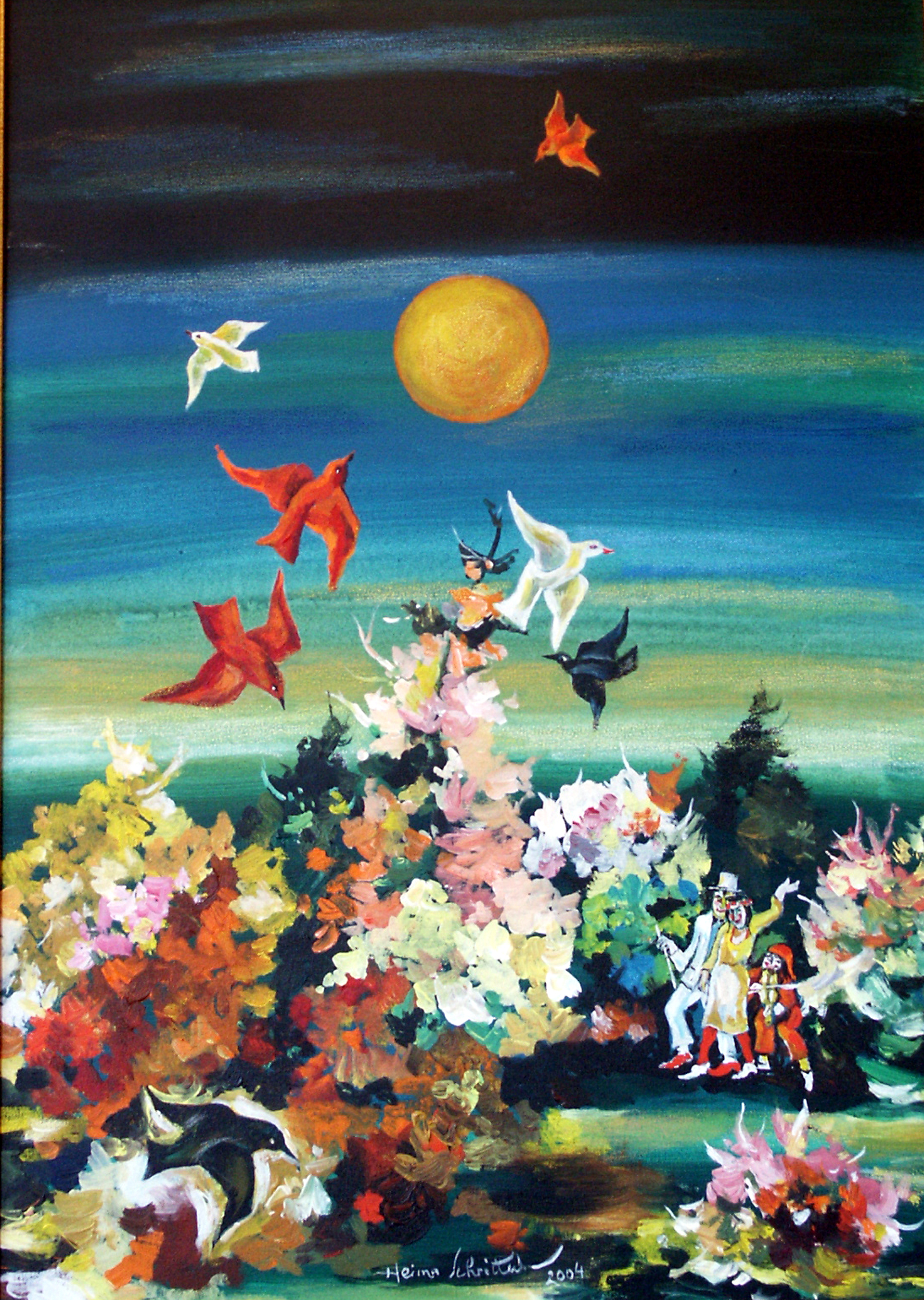
Im Einklang

## Ausstellungen in Europa, Orient und Amerika (Auszug)
- 1951 Künstlerhaus Wien
- 1964 Sehir Galeresi, Istanbul
- 1971 Romantic Realities Contemporary Austrian Graphics, Kuwait, Teheran
- 1973 Akademie der Schönen Künste Istanbul
- 1973 Staatsgalerie Ankara
- 1973 Stadtgalerie Bursa
- 1973 Galerie Beyvil, Linz, OÖ
- 1975 Niederösterreichischer Kulturbasar, Tulln, NÖ
- 1997 Dokumentation 77, Kulturzentrum, Mattersburg, Burgenland
- 1977 und 1980 Galerie Blankenese, Hamburg, BRD
- 1980 Galerie Prisma – Landesmuseum, Eisenstadt, Burgenland
- 1980 Niederösterreichische Druckgraphik, Kirche an der Speer, Wiener Neustadt, NÖ
- 1982 Stadtmuseum, St. Pölten, NÖ
- 1982 „Die Wiener Szene“ (Brauer, Deutsch, Fuchs, Hundertwasser, Hutter, Kokoschka, Leherb, Magreiter, Profohs, Schrittwieser) Mosbach/Neckar, Oswaldkreis Kunst- und Bürohaus Gulba
- 1982 „Heimo Schrittwieser in Bild und Ton“, Wiener Dorotheum, Wien
- 1983 Yapi ve Credi Bankasi, Istanbul
- 1983 Kulturzentrum, Mattersburg, Burgenland
- 1984 Euro Galerie, Riedt-Erlen, Schweiz
- 1984 Haus der Kultur Bozen
- 1985 Schloss Maretsch, Bozen
- 1986 Galerie Circulo, Bogota-Kolumbien
- 1986 Natur und Mensch, Naturhistorisches Museum Wien
- 1989 Stadtmuseum St. Pölten
- 1993 Wiener Dorotheum, Wien
- 1999 Museum Breitenfurt, zusammen mit Günther Frank (Entertainer und Maler)
- 2003 Jubiläumsausstellung „Museum Breitenfurt 1948-2003“, Breitenfurt bei Wien, NÖ
- basis wien Forschungs- und Dokumentationszentrum für moderne und zeitgenössische Kunst,[3]

## Publikationen
- Alte und moderne Kunst, Kulturjournal, Heft 138[4][5]
- Arte factum, Kulturjournal III. Jg/Heft 12
- NÖ. Monatsschrift für Kultur und Wissenschaft 4/1979
- Künstlerkompendium – Allgemeines Verzeichnis der Kunstschaffenden in der bildenden und gestaltenden Kunst des ausgehenden XX. Jahrhunderts, Axel-Alexander Ziese, 1984, D-Nürnberg[6]
- Künstlerlexikon[7]
- ABK – Adressbuch Bildender Künstler
- Meister Bildender Künste, Kunstband 1
- Vernissage, Kunstjournal
- Die Österreichischen Maler des 20. Jahrhunderts